# ميجنون أندرسون
ميجنون أندرسون (بالإنجليزية: Mignon Anderson)‏ (31 مارس 1892 - 25 فبراير 1983). ممثلة أفلام أمريكية صامتة. وكانت مسيرتها في أوجها في عقد 1910.

## روابط خارجية
- ميجنون أندرسون على موقع IMDb (الإنجليزية)
- ميجنون أندرسون على موقع ألو سيني (الفرنسية)
- ميجنون أندرسون على موقع أول موفي (الإنجليزية)
- ميجنون أندرسون على موقع قاعدة بيانات الفيلم (الإنجليزية)
- ميجنون أندرسون على موقع كينوبويسك (الروسية)
- ميجنون أندرسون على موقع فايند أغريف